# 대한민국 민사소송법 제76조
대한민국 민사소송법 제76조는 참가인의 소송행위에 대한 민사소송법 조문이다.

## 조문
제76조(참가인의 소송행위) (1) 참가인은 소송에 관하여 공격·방어·이의·상소, 그 밖의 모든 소송행위를 할 수 있다. 다만, 참가할 때의 소송의 진행정도에 따라 할 수 없는 소송행위는 그러하지 아니하다.
(2) 참가인의 소송행위가 피참가인의 소송행위에 어긋나는 경우에는 그 참가인의 소송행위는 효력을 가지지 아니한다.

## 같이 보기
- 관할
- 이송